# Jacques Cartier
Jacques Cartier (31. prosince 1491 Saint-Malo, Francie – 1. září 1557 Saint-Malo) byl francouzský námořník a objevitel, často označovaný za „objevitele Kanady“. Ve službách francouzského krále podnikl tři cesty podél kanadského pobřeží v oblasti zálivu svatého Vavřince. Cartierova plavba nakonec vedla k tomu, že Francie obsadila tuto část Severní Ameriky.

## Mládí
Byl synem rybáře. V mládí ho významně inspiroval Giovanni da Verrazzano, florentský cestovatel ve službách francouzského krále, který v roce 1524 dosáhl pobřeží Jižní Karolíny a poté cestoval k severu k pobřeží Nového Skotska. Verrazzano jako první poskytl popis Severní Ameriky. Existuje teorie, že Cartier Verrazzana osobně znal a doprovázel ho na jeho pozdních výpravách. O Cartierových osudech před rokem 1534 se však ví velmi málo. Předpokládá se, že jako námořník navštívil Brazílii (měl i dobré znalosti portugalštiny) a Newfoundland, kterážto oblast byla navštěvována baskickými a bretaňskými rybáři často. Usuzuje se rovněž, že byl váženým občanem Saint-Malo, o čemž svědčí jeho časté kmotrovství, zasedání v soudní porotě a svědectví u soudů. Byl mj. kmotrem minimálně 35 dětí. Je pravděpodobné, že měl solidní vědomosti o právních otázkách.

## První cesta1534
Poté, co na své poslední výpravě zemřel Verrazzano, nejvýznamnější objevitel ve francouzských službách té doby, využil francouzský král František I. nedávného připojení Bretaně k Francii a našel si zde v osobě Cartiera Verrazzanova nástupce. Poskytl Cartierovi finance na malou výpravu o dvou lodích se 61 muži, s nimiž 20. dubna vyplul ze Saint-Malo s cílem hledat bohatství a objevit cestu k Pacifiku a dále do Číny. Do té doby Evropané prozkoumali velkou část severoamerického kontinentu, především východní pobřeží, ale dosud nikdo neuskutečnil cestu skrz kontinent Severozápadním průjezdem. Cartier přistál po dvaceti dnech cesty na Newfoundlandu a prozkoumal záliv sv. Vavřince, setkal se se skupinami národů Irokézů a Mikmaků, kteří tam přišli na každoroční lov tuleňů, a zabral okolní území pro francouzského krále. Cartier zkoumal život národa Irokézů v oblasti dnešního Quebeku. Toho času irokézské vesnice zabíraly celou oblast řeky sv. Vavřince od Gaspé po Ontarijské jezero. Po této cestě se Cartier vydal zpět do Francie, kam vzal i dva syny irokézského náčelníka Donnacona. Historici dnes obvykle tento „odvoz“ indiánů označují za únos.

## Druhá cesta1535–1536
Francouzské zájmy se zaměřily na oblast sv. Vavřince. Cartier se 19. května vydal na cestu s třemi loděmi a posádkou čítající 110 mužů. Cartier dosáhl indiánského města Hochelaga (dnes Montreal), kde hledal zlatonosné žíly, které tam podle pověstí měly být, a pojmenoval horu Mont Royal. Z této hory pozoroval celou oblast, objevil hřebeny blízkých hor, které pojmenoval Lachine Rapids, protože se domníval, že podél těchto hor leží Čína. Cíle nedosáhl, přezimoval v Quebecu, nebyl znalý studeného podnebí. Posádka onemocněla kurdějemi a přišel tak o 25 mužů. Domorodci pomohli Evropanům obnovit jejich zdraví, vařili jim nápoj z kůry a jehličí bílého cedru. Na jaře se Cartier vrátil do Francie spolu s náčelníkem Donnaconnem (který ve Francii roku 1539 zemřel). Tato druhá cesta byla velice důležitá, Cartier dokázal, že Newfoundland je ostrov a že záliv sv. Vavřince je průnikový koridor do Severozápadního průjezdu, který mohl vést k Číně.

## Třetí cesta1541
Válečný konflikt mezi Karlem V. a Františkem I. přerušil francouzské akce v Kanadě, a tak se Cartier mohl vydat na další cestu až 23. května 1541. Tato cesta byla vedena za účelem založení trvalé kolonie a rozšíření křesťanství. Cestu vedl Jean-François de La Rocque de Roberval. Ten měl na starosti kolonizační aspekt výpravy, Cartier řídil výzkumnou část. Výprava měla mít 800 členů, mělo ji tvořit 10 lodí, 400 námořníků, 300 vojáků, plus stovka žen a také mnoho skotu. Jenže vzhledem k vojenským konfliktům se Španěly, Roberval k odjezdu flotily nedorazil. Cartier tak vyrazil na cestu sám, jako jakýsi předvoj, jen se sedmi loděmi. Cartierova výprava byla opět sužována kurdějemi a mnoho mužů zemřelo. Navíc se výprava tentokrát dostala do násilného střetu s Irokézy. Cartier se tedy rozhodl Kanadu předčasně opustit. Rychle naložil to, co považoval za objevené zlato a diamanty (kvůli nimž útesy v Quebecu pojmenoval Cap Diamand) a plul zpět do Francie. Na zpáteční cestě potkal zbývající část výpravy vedenou Robervalem, který na Cartiera naléhal, aby se otočil a plul zpět do Severní Ameriky. Ten to odmítl a skutečně se vrátil do Francie. Tam ke své hrůze zjistil, že to, o čem se domníval, že je zlato a diamanty, je jen pyrit a křemen. Obrátil se na francouzského krále, aby mu tedy cestu proplatil, neboť si na ni vypůjčil u bretaňských obchodníků. Král to ovšem odmítl a Cartierovi tak nezbylo než námořních dobrodružství zanechat.

## Závěr života
Cartier strávil zbytek života, tedy asi patnáct let, na svém statku Limoëlou v Rothéneuf, poblíž Saint-Malo. Historici se neshodují v tom, zda byl povýšen do šlechtického stavu. Zemřel ve věku 66 let ve víře, že řeka sv. Vavřince je novou cestou do Číny. V době jeho smrti řádil již půl roku v oblasti mor, předpokládá se proto, že morová nákaza byla i jeho příčinou smrti. Jeho tělo bylo pohřbeno již v den jeho smrti v místní katedrále jeho příbuzným a přítelem Michelem Audiepvrem.
Jeho dědictví je velmi důležité, jako vynikající kartograf podal detailní popis oblasti a vydláždil cestu další francouzské kolonizaci, která ovlivňuje osud Kanady do dnešních časů.